# Drummondia prorepens
Drummondia prorepens là một loài Rêu trong họ Orthotrichaceae. Loài này được (Hedw.) E. Britton mô tả khoa học đầu tiên năm 1894.